# 柳津站 (岐阜縣)
柳津站（日语：／ Yanaizu eki */?）是位於岐阜縣岐阜市柳津町梅松一丁目，名古屋鐵道（名鐵）的竹鼻線車站。車站編號為「TH02」。

## 歷史
從前的柳津站是位於柳津町宮東1丁目77番地。當時由於車站建設彎位上，因此月台與車廂之間有較大空隙（特別是3門車中，中間的車門距離月台達40厘米）。因此當時有廣播提醒乘客小心上落，而月台上也安裝了墮軌感應系統。
但是，為了避免乘客墮軌，提高安全性和方便乘客。於2008年（平成20年）6月29日，車站向東邊遷移230米（靠近西笠松站一方）。遷移車站後當初連接車站只有一條行人路，後來岐阜市於站前建設迴旋路和單車停泊場。另外，當時此站是竹鼻線唯一未引入Tranpass的車站，在遷移車站入同時引入該系統。現時此站是無人車站，引入了車站集中管理系統。
另外，遷移車站遷移，部分區間的車費變得較便宜，因此一些定期券和回數券需要退回（免除手續費）。但是此站和新羽島站之間的車費提高了。
舊站用地大部分變成了行人徑或單車徑。

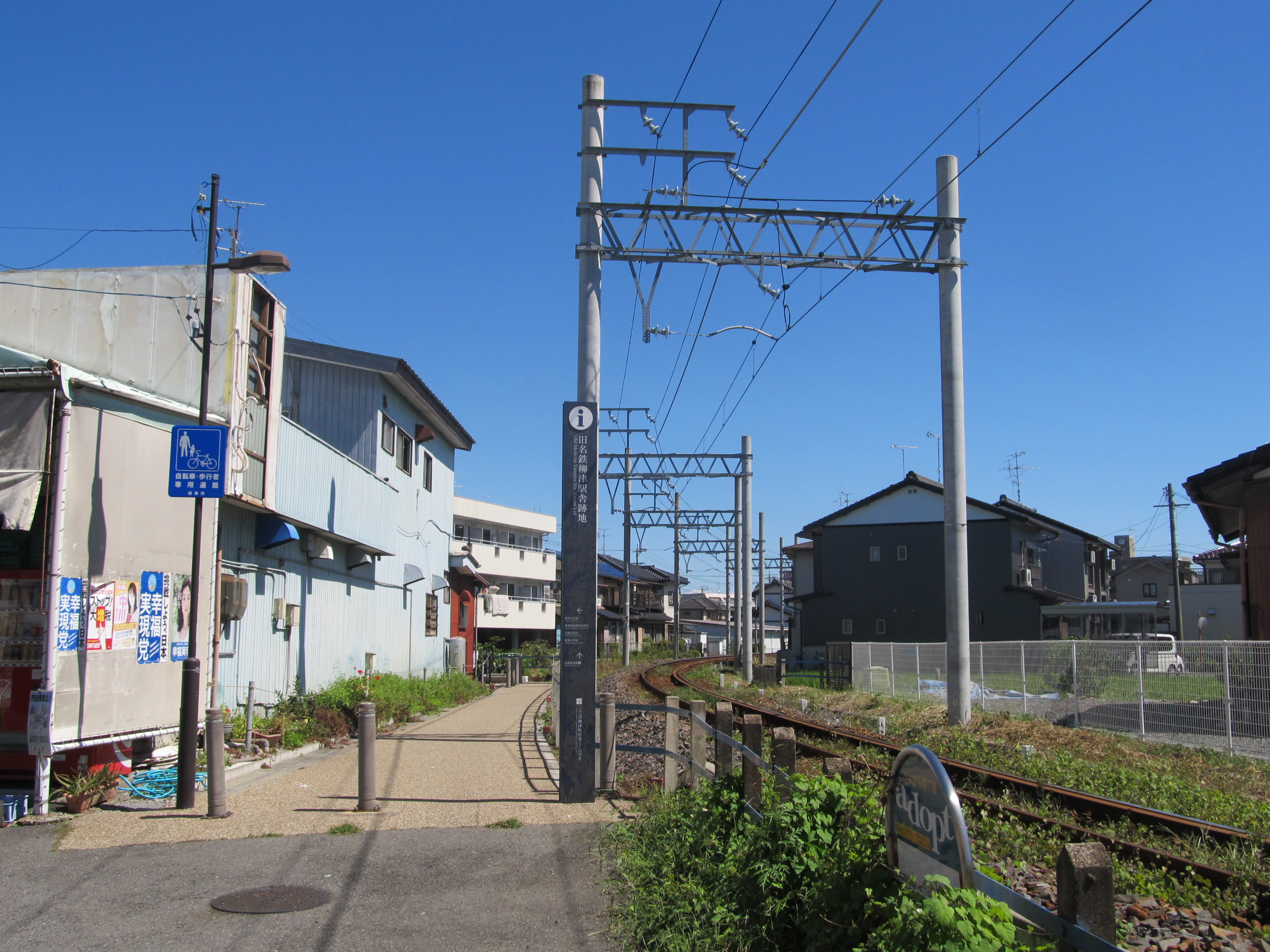
舊站

- 1921年（大正10年）6月25日 - 西柳津站啟用。
- 1953年（昭和28年）2月1日 - 車站改名為柳津站。
- 2008年（平成20年）6月29日 - 車站遷移至現地，並同時成為無人車站。
- 2011年（平成23年）2月11日 - 車站可以使用「manaca」IC卡。
- 2012年（平成24年）2月29日 - 車站不再可以使用「Tranpass」。

## 車站構造
車站是一座地面車站，設有1面1線的單式月台。此站是無人車站，引入了車站集中管理系統。

### 配線圖
| ← 新羽島方向    | 柳津站 站內配線略圖 | → 笠松・ 岐阜方向 |
| 图例 参考文献： |                     |                   |

## 利用狀況
- 在中提及在2013年度，當時1日平均上下車人次為3,435人，為名鐵所有車站（275站）排名第123，竹鼻線、羽島線（10站）中排名第2[3]。
- 在中提及在1992年度，當時1日平均上下車人次為1,924人，為除岐阜市內線均一車費區間內各站（岐阜市內線、田神線、美濃町線徹明町站至琴塚站之間）外名鐵所有車站（342站）中排名第176，竹鼻線、羽島線（16站）中排名第5[4]。

在竹鼻線、羽島線車站中，車站是繼可轉乘名古屋本線的笠松站後最多人使用，在竹鼻線單獨車站中為最多人使用。

## 車站周邊
- 岐阜市柳津地域事務所（日语：岐阜市柳津地域事務所）（舊・柳津町公所）
- 岐阜縣立羽島北高等學校（日语：岐阜県立羽島北高等学校）
- COLORFUL TOWN岐阜（日语：カラフルタウン岐阜）
- AEON柳津店（日语：イオン柳津店）
- 岐阜羽島警署（日语：岐阜羽島警察署）
- 聖德汽車學園（日语：聖徳自動車学園）

## 相鄰車站
名古屋鐵道
 竹鼻線
西笠松（TH01）－柳津（TH02）－南宿（TH03）
在西笠松站～柳津站之間曾經設有東須賀站和東柳津站。

## 註腳
1. ↑   (PDF). 名古屋鉄道.   [2020-11-28]. （原始内容存档 (PDF)于2021-01-22）.（日語）
2. ↑  川島令三，《東海道ライン 全線・全駅・全配線 第5巻 名古屋駅 - 米原エリア》，p.16， 講談社，2009年7月，ISBN 978-4062700153
3. ↑  名鐵120年史編纂委員會事務局（編）. . 名古屋鐵道. 2014: 160–162 （日语）.
4. ↑  名古屋鐵道廣報宣傳部（編）. . 名古屋鐵道. 1994: 651–653 （日语）.

## 外部連結
- 柳津 - 名古屋鐵道